# Ceraphron mellipes
Ceraphron mellipes är en stekelart som beskrevs av William Harris Ashmead 1893. Ceraphron mellipes ingår i släktet Ceraphron och familjen pysslingsteklar. Inga underarter finns listade i Catalogue of Life.